# Amzy
Amzy, de son vrai nom Hamza Ganem, est un artiste rappeur et chanteur  burkinabé.

## Biographie

### Enfance, éducation et débuts
Amzy est né à Ouagadougou au Burkina dans le quartier Hamdallaye de parents burkinabé; il a grandi dans ce quartier.

## Carrière
Sa carrière débute officiellement en 2019 avec la maison de production Destiny prod.
Auparavant, passionné du rap, il participe en 2009 à des compétitions de hip-hop. Amzy a su faire parler de lui musicalement avec de beaux titres qui reflètent la réalité des jeunes burkinabé au quotidien  En 2015, il a sorti son premier single intitulé Controverse.
Loin de penser qu’il marquerait les esprits, il enchaîne les singles, pour ensuite sortir son premier album «Insurrection» en 2019.
Le 5 février 2021 marquait la sortie de son deuxième album, Ma mission. Cette œuvre, composée de 12 titres, est un mélange de hits urbains et africains.
Le 29 septembre 2023 est la date de la sortie de son troisième album Libre. Devant un public, Amzy présente son troisième album composé de 16 chansons. L'album comprend des collaborations nationales et internationales. La sortie de cet album témoigne de la position d'Amzy dans l'industrie musicale du Burkina Faso. À travers cet album peint de sonorités urbaines et africaines, super Amzy dit passer un message à tous, celui donc d’être libre. Pour lui, «être libre, c’est briser ses entraves, ses chaînes pour apporter à chaque vie une parcelle de bonheur».

## Concerts
Le 15 Mai 2021, l'artiste musicien a tenu un concert. Un pari au cours duquel, l'artiste musicien Amzy, a réussi un « exploit » en faisant le plein du palais des sports de Ouagadougou. Avec une capacite d'environ 8000 places, cet espace a refusé du monde.
Celui du 10 septembre 2022, qui marqua les esprit, un concert caritatif, en faveur des personnes deplaces internes (PDI). Cet actes de patriotisme montre une fois le devoiement de cet article a sa nation, et reiterer une fois de plus son soutien au force de defense et de securite (FDS).
Son dernier concert date du 24 février 2024 au Stade Municipal Issoufou Joseph Cononbo a Ouagadougou, sous le theme «Freedom; c’est un rêve. C’est un rêve pour le Burkina; celui d’être libre» a cité l'artiste, avec plus de 30 000 spectateurs attendus, l'artiste a su compter sur tous les Burkinabè pour faire de cet évément une reussite,. Trois ans après son précédent concert au Palais des Sports de Ouaga en 2000,Amzy apparait sur la pelouse du stade Issoufou Joseph Conombo de Ouagadougou, vêtu d'un costume blanc et tenant le drapeau du Burkina Faso. Sur les rythmes de sa chanson "Burkina", en collaboration avec Awa Sissao. Cette chanson est aussi un hommage aux forces de défense et de sécurité du Burkina Faso.

## Style et influences
Amzy évolue dans le style RAP. Il est influencé par les musiques urbaines.

## Discographie

### Albums
- 2019: insurrection [9]
- 2021 : Ma mission[2]
- 2023: Libre[10]

### Singles
- 2015: Controverse[11]
- 2018: Ton le nerve[12].
- 2022: Ma sin data[13], Rounda[14]
- 2023: Liga laaga lika So[15]
- 2023: Rounda[15]

## Distinctions
- 2019: Kunde de la révélation [16]
- 2019: Fama Meilleur artiste espoir[17]
- 2023: Sacré meilleurs artiste de l'année  au 12 PCA [18]
- 2024: Kunde d'or[19]
- 2024: Kundé du meilleur featuring burkinabè avec l'artiste Awa Sissao[20]